# Xanthorhoe costimaculata
Xanthorhoe costimaculata är en fjärilsart som beskrevs av Hans Rebel 1910. Xanthorhoe costimaculata ingår i släktet Xanthorhoe och familjen mätare. Inga underarter finns listade i Catalogue of Life.